# 軽井沢観光会館
軽井沢観光会館（かるいざわかんこうかいかん）は、長野県北佐久郡軽井沢町にある観光案内所である。旧軽井沢メインストリートの中ほどに位置し、現在の建物は1995年に完成した2代目である。

## 歴史
1911年（明治44年）、木造2階建ての洋館の軽井沢郵便局竣工。その後郵便局は近接地に移転し、旧局舎は1971年（昭和46年）に軽井沢観光会館に転用される。1995年（平成7年）に、旧建物の外観のイメージを残して建て替えられた。
旧建物は塩沢湖畔の軽井沢タリアセンに移築され、1996年に「明治四十四年館」として開館。2階には深沢紅子野の花美術館が開設されている。

## 施設概要
木造2階建てで、1階は観光案内所や休憩スペース、軽井沢の観光名所を紹介する視聴覚スペース、有料トイレがあり、休憩スペースでは公衆無線LANが利用できる。2階は展示会などが開催できる貸展示室や、軽井沢の特産品や鉄道に関する展示を行っている。指定管理者として、軽井沢観光協会が運営を行う。2015年度は、143,976人の利用があった。